# Roanoke (Illinois)
Roanoke és una població dels Estats Units a l'estat d'Illinois. Segons el cens del 2000 tenia 1.994 habitants.

## Demografia
Segons el cens del 2000, Roanoke tenia 1.994 habitants, 765 habitatges, i 559 famílies. La densitat de població era de 846 habitants/km².
Dels 765 habitatges en un 31,5% hi vivien nens de menys de 18 anys, en un 64,6% hi vivien parelles casades, en un 6,4% dones solteres, i en un 26,8% no eren unitats familiars. En el 25% dels habitatges hi vivien persones soles el 14,8% de les quals corresponia a persones de 65 anys o més que vivien soles. El nombre mitjà de persones vivint en cada habitatge era de 2,52 i el nombre mitjà de persones que vivien en cada família era de 3.
Per edats la població es repartia de la següent manera: un 24,3% tenia menys de 18 anys, un 7,6% entre 18 i 24, un 24,8% entre 25 i 44, un 21,4% de 45 a 60 i un 21,9% 65 anys o més.
L'edat mediana era de 40 anys. Per cada 100 dones de 18 o més anys hi havia 91,5 homes.
La renda mediana per habitatge era de 43.125 $ i la renda mediana per família de 54.750 $. Els homes tenien una renda mediana de 38.375 $ mentre que les dones 22.614 $. La renda per capita de la població era de 24.489 $. Aproximadament el 2,9% de les famílies i el 4,9% de la població estaven per davall del llindar de pobresa.

## Poblacions més properes
El següent diagrama mostra les poblacions més properes.